# Академічний плагіат

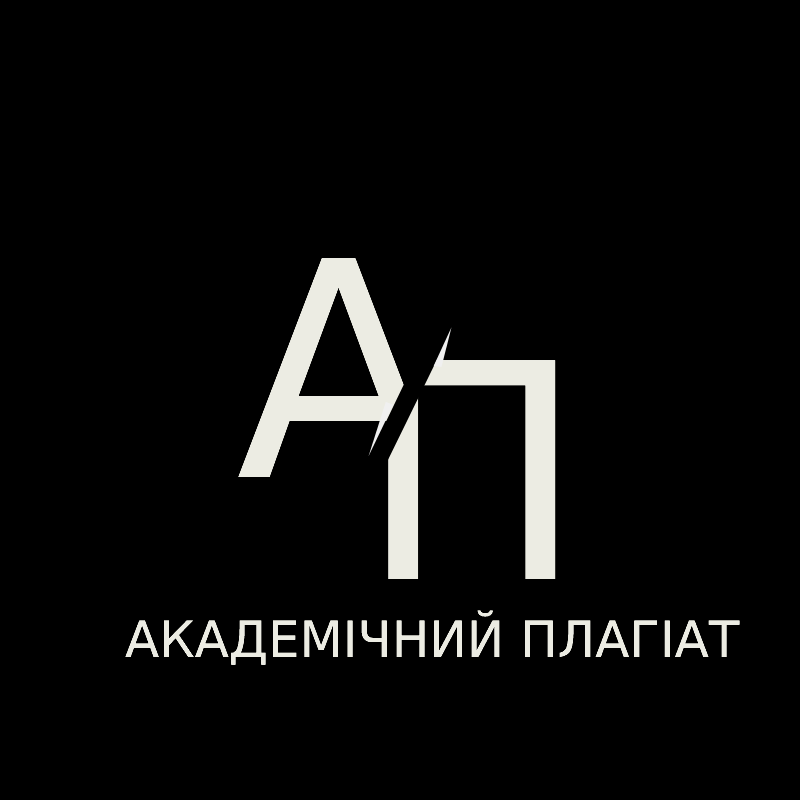

Академічний плагіат (англ. Academic plagiarism) —  свідоме поширення чужої наукової інформації із позиції власного авторства. Академічний плагіат — одна з форм академічної недоброчесності, визначених законом.
Стаття 42 Закону України «Про освіту» трактує академічну доброчесність як сукупність етичних принципів та визначених законом правил, якими мають керуватися учасники освітнього процесу під час навчання, викладання та провадження наукової (творчої) діяльності з метою забезпечення довіри до результатів навчання та/або наукових (творчих) досягнень.

## Історія виникнення
Привласнення чужих думок розпочалося ще із початку виникнення писемності (2750 до н. е. — давньошумерський етап). У період античності надходило багато скарг від авторів наукових та творчих видань, про те, що їхні думки записувалися під іншими іменами, але захисту авторських прав на той час не було. У період доби Середньовіччя був страх стати винним у єресі і тому власну інтелектуальну роботу приписували церковній владі.
У XV—XVI ст. у таких державах як Англія та Венеція влада забезпечувала контроль над авторською власністю. Закони цих окремих країн надали дозвіл певним авторам та творцям друкувати власну літературу на взірець королівських патентів. За допомогою таких методів надходило більше коштів у державну казну. Проблеми авторського права виникли у XVIII столітті, а тому виникла необхідність визначити авторство особи і її право власності. Після цього європейські країни прийняли закони, у яких були захищені авторські права. Франція у 1793 році започаткувала у Європі сферу авторства на будь-яку національність чи громадянство. Пізніше сформувалася міжнаціональна концепція захисту, яка складається із таких конвенцій:
1. Бернська угода (1886 р.), яка стосується захисту авторських прав на літературні та мистецькі твори;
2. Женевська угода (чинна з 1955 р.), яку ще називають Всесвітньою, з'явилася задля подолання неузгодженостей та непорозумінь між країнами в частині відмінностей у національних версіях трактування суті та специфіки авторського права.

М. Філонов стверджує, що філософ із Франції Мішель де Монтень списував цілі уривки із праць грецького історика Плутарха. Деякі науковці намагалися взагалі переписувати цілі античні твори. Відома «Історія готів» Прокопія була привласнена Брунні д'Ареццо, а трактат «De gloria» Цицерона був списаний венеційцем Альціоно. Люди, які мали великі прибутки мали змогу вільно запозичувати наукові та художні твори. З 1655 року Жан де Судьє викладав науку «плагінісмус» у власній академії. Теоретик плагіату Ла-Мот-Ле Вайє міркував:
|  | «Запозичувати в давніх — усе одно, що вчинити морський набіг, але обкрадати сучасників — усе одно, що розбишакувати на дорозі» |

У XX столітті в суспільстві сформувалося стійке і негативне ставлення до плагіату. Це зумовило формування в розвинутих культурах правової свідомості з нульовою толерантністю до плагіату. Поступово в різних країнах було створено законодавчу базу, яка захищала права авторів різних творів. Проте, навіть на теперішній час масштаби поширення академічного плагіату в окремих країнах залишаються надзвичайно великі. У ЗМІ дедалі більше та частіше можна почути скарги відомих людей стосовно несанкціонованого розповсюдження їх власних ідей, публікацій та результатів наукових досліджень. Використання публічних облич на різних білбордах та оголошеннях часто використовується також без їхньої на те згоди.

## Основні види
- Дослівне копіювання — списування деяких фрагментів або всього тексту наукової роботи без вказування автора (можливе лише у цитуванні із належним оформленням).
- Значне копіювання — дані інших наукових процесів та досліджень (можливе при вказуванні посилання).
- Перефразування — написання чужих авторських думок без використання дослівного копіювання методом перефразування чи довільного переказу без дозволу автора (можливе лише зі збереженням змісту).

Президент Національного університету Києво-Могилянської академії та декан факультету правничих наук НаУКМА Мелешевич Андрій Анатолійович провів власні дослідження цієї проблеми в Україні[джерело?] і визначив загальний відсоток експлуатації чужих джерел у студентських роботах:
- 6 % — групова робота без авторської участі в написанні тексту;
- 7 % — посилання на власні праці;
- 8 % — перекладають чужі тексти з іноземної мови;
- 12 % — використовують чужі тексти дослівно, але з посиланням на інші джерела;
- 13 % — копіюють чужі тексти зі зміною порядку слів у реченні;
- 14 % — використовують повністю або частково чужі тексти;
- 17 % — завантажують есе та інші види робіт з сайтів та експлуатують їх під власним ім'ям;
- 23 % — переписують з джерел власними словами без вказування посилань.[джерело?]

## Програми для визначення унікальності
- Unicheck[недоступне посилання]
- Advego Plagiatus [Архівовано 28 жовтня 2021 у Wayback Machine.]
- Детектор плагіату Plagiarism Detector [Архівовано 5 вересня 2021 у Wayback Machine.]
- Etxt Antiplagiat [Архівовано 13 січня 2022 у Wayback Machine.]
- Antiplagiat [Архівовано 29 жовтня 2021 у Wayback Machine.]
- Content-watch [Архівовано 29 жовтня 2021 у Wayback Machine.]
- StrikePlagiarism.com [Архівовано 29 жовтня 2021 у Wayback Machine.]
- PlagiarismCheck [Архівовано 28 жовтня 2021 у Wayback Machine.]
- Copyscape [Архівовано 30 жовтня 2021 у Wayback Machine.]
- Pr-cy [Архівовано 29 жовтня 2021 у Wayback Machine.]
- Text.ru [Архівовано 31 жовтня 2021 у Wayback Machine.]